# Tyler Hall
Tyler Jordan Hall (Rock Island, Illinois, 25 de marzo de 1997) es un baloncestista estadounidense que se encuentra sin equipo. Con 1,96 metros de estatura, juega en la posición de escolta.

## Trayectoria deportiva

### Universidad
Jugó cuatro temporadas con los Bobcats de la Universidad Estatal de Montana, en las que promedió 20,0 puntos, 4,8 rebotes, 2,5 asistencias y 1,0 robos de balón por partido. Hall acabó su carrera con 2.518 puntos, batiendo el récord de la Big Sky Conference que hasta ese momento ostentaba el jugador de Eastern Washington Bogdan Bliznyuk. Fue incluido en el mejor quinteto de la conferencia en 2017 y 2019, y en el segundo en las otras dos temporadas. Fue además novato del año en su debut.

### Profesional
Tras no ser elegido en el Draft de la NBA de 2019, se unió a los Chicago Bulls para disputar las Ligas de Verano de la NBA. Posteriormente sería elegido en la cuarta posición del Draft de la NBA G League por los Westchester Knicks.
Tras dos temporadas con el filial, en agosto de 2021, se une a los New York Knicks para la NBA Summer League pero los Knicks lo cortan antes de comenzar la temporada, y volviendo a firmar con los Westchester Knicks.
El 18 de diciembre de 2021, Hall firmó un contrato de 10 días con los New York Knicks. Debutó en la NBA, el 25 de diciembre ante Atlanta Hawks. Una vez terminado el contrato volvió a la disciplina del filial.
El 3 de noviembre de 2022 fue incluido en la lista de jugadores de la noche de apertura de los Texas Legends.

## Estadísticas de su carrera en la NBA

### Temporada regular
| Año     | Equipo   | PJ | PT | MPP | %TC | %3P | %TL | RPP | APP | ROB | TPP | PPP |
| ------- | -------- | -- | -- | --- | --- | --- | --- | --- | --- | --- | --- | --- |
| 2021-22 | New York | 1  | 0  | 2.0 | -   | -   | -   | .0  | .0  | .0  | .0  | .0  |
| Total   | Total    | 1  | 0  | 2.0 | -   | -   | -   | .0  | .0  | .0  | .0  | .0  |